# USL Championship 2022
Navigation
Édition précédente Édition suivante
Le USL Championship 2022 est la douzième saison du USL Championship, le championnat professionnel de soccer d'Amérique du Nord de deuxième division. Il est composé de vingt-sept équipes, toutes basées aux États-Unis.
L'Orange County SC, tenant du titre en 2021, ne parvient pas à qualifier pas pour les séries et termine la saison à la dernière place de sa conférence malgré la présence en ses rangs du meilleur buteur de la ligue, Milan Iloski, auteur de vingt-deux buts. En revanche, son adversaire en finale 2021, les Rowdies de Tampa Bay, se hisse jusqu'en finale de conférence, chutant en prolongations face à Louisville City, premier de la conférence Est. Pour la grande finale, on retrouve donc Louisville qui affronte le San Antonio FC, meneur dans l'Ouest, amenant ainsi à une confrontation entre les deux meilleures franchises en saison régulière.
Le 13 novembre, c'est la franchise texane de San Antonio qui décroche son premier titre après une victoire 3-1 au Toyota Field, Louisville étant alors privé d'une troisième étoile, ce qui aurait constitué un record de ligue.

## Contexte
Comme chaque saison, la ligue ajoute de nouvelles équipes tandis que d'autres quittent le championnat. Pour une troisième année consécutive, le USL Championship voit son nombre de clubs participants diminuer, passant de trente-et-un à vingt-sept.

### Deux arrivées dans la ligue
En 2022, deux nouvelles franchises font leur entrée en compétition. Tout d'abord, Detroit City, formation stable en NPSL puis à succès en NISA qui franchit la ligne entre cette dernière et le USL Championship, deux ligues concurrentes. Sur la côte Pacifique, le Monterey Bay FC connait sa saison inaugurale en 2022 et rejoint la ligue en reprenant certaines des fondations du Fresno FC. L'équipe avait cessé ses activités fin 2019 après l'échec dans sa recherche pour un terrain constructible pour un stade adéquat avant de transférer ses droits en USL Championship au Monterey Bay FC, géré par les mêmes dirigeants.

### De nombreux départs
Dans un premier temps, deux clubs annoncent vouloir suspendre leurs activités en 2022 afin de vouloir procéder à des rénovations majeures du stade pour l'Energy d'Oklahoma City et déménager pour le nouveau groupe de propriétaires du Bold d'Austin qui considèrent quitter le Circuit des Amériques afin de trouver un nouveau domicile au Texas. Si le Bold anticipe déjà de se déplacer à Fort Worth en 2023, l'Energy n'annonce aucun plan spécifique pour un retour au jeu, alimentant des craintes de dissolution parmi ses supporters.
D'un autre côté, l'Independence de Charlotte, club historique de la ligue et présent depuis la vague d'expansion de 2015 se rétrograde volontairement en USL League One, la troisième division nord-américaine, le 2 décembre 2021. Avec l'arrivée en Major League Soccer du Charlotte FC en 2022, les responsables de l'Independence juge plus adapté de concentrer les efforts du club sur le développement de jeunes joueurs alors que le soutien populaire est anticipé au déclin.
Enfin, pour la saison 2022, une nouvelle ligue est créée, la MLS Next Pro, regroupant une grande partie des équipes réserves de franchises de Major League Soccer et le Rochester New York FC. Si plusieurs de ces clubs ont cessé leurs opérations ou se retrouvent en 2021 en USL League One, il demeure sept de ces formations en USL Championship. Fin 2021, trois d'entre elles — les Real Monarchs, le Sporting II de Kansas City et le Defiance de Tacoma — quittent finalement la ligue pour rejoindre la MLS Next Pro, un mouvement qui devrait être poursuivi en 2023 avec le départ des dernières équipes réserves.

## Les vingt-sept équipes participantes

### Carte
| Switchbacks Locomotive Galaxy II Lights Orange County Rising New Mexico Roots Rio Grande Valley Republic San Antonio Loyal Tulsa Atlanta 2 Legion Battery Hartford Loudoun Indy Louisville Memphis Red Bulls II Miami Riverhounds Rowdies Monterey Bay Détroit |

| - Conférence Ouest | - Conférence Est |

### Entraîneurs et stades
| Équipe                          | Ville            | Stade                          | Capacité | Entraîneur       | Franchise MLS affiliée ou partenaire |
| ------------------------------- | ---------------- | ------------------------------ | -------- | ---------------- | ------------------------------------ |
| Atlanta United 2                | Kennesaw         | Fifth Third Bank Stadium       | 8 318    | Jack Collison    | Atlanta United                       |
| Legion de Birmingham            | Birmingham       | Protective Stadium             | 47 000   | Tom Soehn        |                                      |
| Battery de Charleston           | Charleston       | Patriots Point Soccer Complex  | 5 000    | Conor Casey      |                                      |
| Switchbacks de Colorado Springs | Colorado Springs | Weidner Field                  | 8 000    | Brendan Burke    |                                      |
| Détroit City                    | Hamtramck        | Keyworth Stadium               | 7 933    | Trevor James     |                                      |
| Locomotive d'El Paso            | El Paso          | Southwest University Park      | 9 500    | John Hutchinson  |                                      |
| Athletic de Hartford            | Hartford         | Trinity Health Stadium         | 5 500    | Tab Ramos        |                                      |
| Eleven d'Indy                   | Indianapolis     | Carroll Stadium                | 10 524   | Mark Lowry       |                                      |
| Galaxy II de Los Angeles        | Carson           | Dignity Health Sports Park     | 5 000    | Marcelo Sarvas   | Galaxy de Los Angeles                |
| Lights de Las Vegas             | Las Vegas        | Cashman Field                  | 9 334    | Enrique Duran    | Los Angeles FC                       |
| Loudoun United                  | Leesburg         | Segra Field                    | 5 000    | Ryan Martin      | D.C. United                          |
| Louisville City                 | Louisville       | Lynn Family Stadium            | 11 700   | Danny Cruz       |                                      |
| Memphis 901                     | Memphis          | AutoZone Park                  | 10 000   | Ben Pirmann      |                                      |
| Miami FC                        | Miami            | Riccardo Silva Stadium         | 25 000   | Anthony Pulis    |                                      |
| Monterey Bay FC                 | Seaside          | Cardinale Stadium              | 13 500   | Zach Prince      |                                      |
| New Mexico United               | Albuquerque      | Isotopes Park                  | 13 500   | Zach Prince      |                                      |
| Red Bulls II de New York        | Montclair        | MSU Soccer Park                | 5 000    | Ibrahim Sekagya  | Red Bulls de New York                |
| Roots d'Oakland                 | Oakland          | Laney College Football Stadium | 5 500    | Noah Delgado     |                                      |
| Orange County SC                | Irvine           | Champions Stadium              | 5 000    | Richard Chaplow  |                                      |
| Rising de Phoenix               | Phoenix          | Wild Horse Pass Stadium        | 10 000   | Juan Guerra      |                                      |
| Riverhounds de Pittsburgh       | Pittsburgh       | Highmark Stadium               | 5 000    | Bob Lilley       |                                      |
| Toros de Rio Grande Valley      | Edinburg         | H-E-B Park                     | 9 400    | Wilmer Cabrera   |                                      |
| Republic de Sacramento          | Sacramento       | Heart Health Park              | 11 569   | Mark Briggs      |                                      |
| San Antonio FC                  | San Antonio      | Toyota Field                   | 8 296    | Alen Marcina     |                                      |
| Loyal de San Diego              | San Diego        | Torero Stadium                 | 6 000    | Landon Donovan   |                                      |
| Rowdies de Tampa Bay            | St. Petersburg   | Al Lang Stadium                | 7 227    | Neill Collins    |                                      |
| FC Tulsa                        | Tulsa            | ONEOK Field                    | 7 833    | Donovan Ricketts |                                      |

- Partenariat
- Équipe réserve

### Changements d'entraîneurs
Le tableau suivant liste les changements d'entraîneurs ayant eu cours durant la saison 2022 de USL Championship.
| Équipe                   | Entraîneur sortant | Motif                      | Date de départ  | Entraîneur entrant         | Date d'arrivée |
| ------------------------ | ------------------ | -------------------------- | --------------- | -------------------------- | -------------- |
| FC Tulsa                 | Michael Nsien      | Renvoi                     | 17 juin 2022    | Donovan Ricketts (intérim) | 17 juin 2022   |
| Athletic de Hartford     | Harry Watling      | Départ volontaire          | 25 juin 2022    | Ray Reid (intérim)         | 25 juin 2022   |
| Red Bulls II de New York | Gary Lewis         | Renvoi                     | 2 juillet 2022  | Ibrahim Sekagya (intérim)  | 2 juillet 2022 |
| Rising de Phoenix        | Rick Schantz       | Séparation à l'amiable     | 17 août 2022    | Juan Guerra                | 22 août 2022   |
| Roots d'Oakland          | Juan Guerra        | Signe au Rising de Phoenix | 18 août 2022    | Noah Delgado (intérim)     | 18 août 2022   |
| Athletic de Hartford     | Ray Reid (intérim) | Fin de l'intérim           | 22 août 2022    | Tab Ramos                  | 22 août 2022   |
| Battery de Charleston    | Conor Casey        | Séparation à l'amiable     | 12 octobre 2022 |                            |                |

## Format de la compétition
Après deux saisons perturbées par la pandémie de Covid-19 où un format basé sur des divisions a été adopté, la saison 2022 marque le retour des deux conférences habituelles lors du dévoilement du nouveau format en décembre 2021.
Chaque club joue un total de trente-quatre rencontres au cours de la saison régulière, affrontant à deux reprises les équipes de sa propre conférence, une fois à domicile, une fois à l'extérieur. Dans la conférence Est, les huit dernières rencontres — quatre à domicile, quatre à l'extérieur — sont jouées face à des formations de la conférence Ouest. Pour les équipes de cette dernière, les dix rencontres restantes sont jouées face à des clubs de la conférence Est (huit matchs) et des franchises de la conférence Ouest (deux matchs).

## Saison régulière

### Classements des conférences Ouest et Est
En cas d'égalité en nombre de points, voici les critères pour départager les équipes par ordre d'importance :
1. Nombre de points lors d'oppositions
2. Différence de buts lors d'oppositions
3. Nombre de points face aux équipes de la même division
4. Nombre de victoires face aux équipes de la même division
5. Différence de buts face aux équipes de la même division
6. Nombre de buts inscrits face aux équipes de la même division
7. Classement disciplinaire
8. Tirage à la pièce

| Rang | Équipe                          | Pts | J  | G  | N  | P  | Bp | Bc | Diff |
| ---- | ------------------------------- | --- | -- | -- | -- | -- | -- | -- | ---- |
| 1    | San Antonio FC                  | 77  | 34 | 24 | 5  | 5  | 54 | 26 | +28  |
| 2    | Loyal de San Diego              | 60  | 34 | 18 | 6  | 10 | 68 | 55 | +13  |
| 3    | Switchbacks de Colorado Springs | 55  | 34 | 17 | 4  | 13 | 59 | 53 | +6   |
| 4    | Republic de Sacramento          | 53  | 34 | 15 | 8  | 11 | 48 | 34 | +14  |
| 5    | New Mexico United               | 51  | 34 | 13 | 12 | 9  | 49 | 40 | +9   |
| 6    | Toros de Rio Grande Valley      | 49  | 34 | 14 | 7  | 13 | 51 | 40 | +11  |
| 7    | Roots d'Oakland                 | 46  | 34 | 11 | 13 | 10 | 51 | 46 | +5   |
| 8    | Locomotive d'El Paso            | 46  | 34 | 13 | 7  | 14 | 56 | 52 | +4   |
| 9    | Lights de Las Vegas             | 45  | 34 | 12 | 9  | 13 | 40 | 50 | -10  |
| 10   | Rising de Phoenix               | 42  | 34 | 12 | 6  | 16 | 50 | 58 | -8   |
| 11   | Galaxy II de Los Angeles        | 40  | 34 | 11 | 7  | 16 | 53 | 63 | -10  |
| 12   | Monterey Bay FC                 | 40  | 34 | 12 | 4  | 18 | 42 | 59 | -17  |
| 13   | Orange County SC T              | 34  | 34 | 7  | 13 | 14 | 49 | 59 | -10  |

| Rang | Équipe                    | Pts | J  | G  | N  | P  | Bp | Bc | Diff |
| ---- | ------------------------- | --- | -- | -- | -- | -- | -- | -- | ---- |
| 1    | Louisville City FC        | 72  | 34 | 22 | 6  | 6  | 65 | 28 | +37  |
| 2    | Memphis 901               | 68  | 34 | 21 | 5  | 8  | 67 | 33 | +34  |
| 3    | Rowdies de Tampa Bay      | 67  | 34 | 20 | 7  | 7  | 73 | 33 | +40  |
| 4    | Legion de Birmingham      | 58  | 34 | 17 | 7  | 10 | 56 | 37 | +19  |
| 5    | Riverhounds de Pittsburgh | 57  | 34 | 16 | 9  | 9  | 50 | 38 | +12  |
| 6    | Miami FC                  | 55  | 34 | 15 | 10 | 9  | 47 | 32 | +15  |
| 7    | Détroit City              | 54  | 34 | 14 | 12 | 8  | 44 | 30 | +14  |
| 8    | FC Tulsa                  | 42  | 34 | 12 | 6  | 16 | 48 | 58 | -10  |
| 9    | Eleven d'Indy             | 41  | 34 | 12 | 5  | 17 | 41 | 55 | -14  |
| 10   | Athletic de Hartford      | 36  | 34 | 10 | 6  | 18 | 47 | 57 | -10  |
| 11   | Loudoun United            | 28  | 34 | 8  | 4  | 22 | 36 | 74 | -38  |
| 12   | Battery de Charleston     | 25  | 34 | 6  | 7  | 21 | 41 | 77 | -36  |
| 13   | Atlanta United 2          | 23  | 34 | 6  | 5  | 23 | 39 | 85 | -46  |
| 14   | Red Bulls II de New York  | 15  | 34 | 3  | 6  | 25 | 24 | 76 | -52  |

- Champion de la saison régulière et qualification pour les demi-finales de conférence
- Franchise qualifiée pour les demi-finales de conférence
- Franchise qualifiée pour les quarts de finale de conférence

T : Tenant du titre

### Résultats
| Légende : Domicile * Extérieur * Victoire * Défaite * Égalité | Légende : Domicile * Extérieur * Victoire * Défaite * Égalité | Légende : Domicile * Extérieur * Victoire * Défaite * Égalité | Légende : Domicile * Extérieur * Victoire * Défaite * Égalité | Légende : Domicile * Extérieur * Victoire * Défaite * Égalité | Légende : Domicile * Extérieur * Victoire * Défaite * Égalité | Légende : Domicile * Extérieur * Victoire * Défaite * Égalité | Légende : Domicile * Extérieur * Victoire * Défaite * Égalité | Légende : Domicile * Extérieur * Victoire * Défaite * Égalité | Légende : Domicile * Extérieur * Victoire * Défaite * Égalité | Légende : Domicile * Extérieur * Victoire * Défaite * Égalité | Légende : Domicile * Extérieur * Victoire * Défaite * Égalité | Légende : Domicile * Extérieur * Victoire * Défaite * Égalité | Légende : Domicile * Extérieur * Victoire * Défaite * Égalité | Légende : Domicile * Extérieur * Victoire * Défaite * Égalité | Légende : Domicile * Extérieur * Victoire * Défaite * Égalité | Légende : Domicile * Extérieur * Victoire * Défaite * Égalité | Légende : Domicile * Extérieur * Victoire * Défaite * Égalité | Légende : Domicile * Extérieur * Victoire * Défaite * Égalité | Légende : Domicile * Extérieur * Victoire * Défaite * Égalité | Légende : Domicile * Extérieur * Victoire * Défaite * Égalité | Légende : Domicile * Extérieur * Victoire * Défaite * Égalité | Légende : Domicile * Extérieur * Victoire * Défaite * Égalité | Légende : Domicile * Extérieur * Victoire * Défaite * Égalité | Légende : Domicile * Extérieur * Victoire * Défaite * Égalité | Légende : Domicile * Extérieur * Victoire * Défaite * Égalité | Légende : Domicile * Extérieur * Victoire * Défaite * Égalité | Légende : Domicile * Extérieur * Victoire * Défaite * Égalité | Légende : Domicile * Extérieur * Victoire * Défaite * Égalité | Légende : Domicile * Extérieur * Victoire * Défaite * Égalité | Légende : Domicile * Extérieur * Victoire * Défaite * Égalité | Légende : Domicile * Extérieur * Victoire * Défaite * Égalité | Légende : Domicile * Extérieur * Victoire * Défaite * Égalité | Légende : Domicile * Extérieur * Victoire * Défaite * Égalité | Légende : Domicile * Extérieur * Victoire * Défaite * Égalité |
| Équipe                                                        | Rencontres                                                    | Rencontres                                                    | Rencontres                                                    | Rencontres                                                    | Rencontres                                                    | Rencontres                                                    | Rencontres                                                    | Rencontres                                                    | Rencontres                                                    | Rencontres                                                    | Rencontres                                                    | Rencontres                                                    | Rencontres                                                    | Rencontres                                                    | Rencontres                                                    | Rencontres                                                    | Rencontres                                                    | Rencontres                                                    | Rencontres                                                    | Rencontres                                                    | Rencontres                                                    | Rencontres                                                    | Rencontres                                                    | Rencontres                                                    | Rencontres                                                    | Rencontres                                                    | Rencontres                                                    | Rencontres                                                    | Rencontres                                                    | Rencontres                                                    | Rencontres                                                    | Rencontres                                                    | Rencontres                                                    | Rencontres                                                    |
| Équipe                                                        | 1                                                             | 2                                                             | 3                                                             | 4                                                             | 5                                                             | 6                                                             | 7                                                             | 8                                                             | 9                                                             | 10                                                            | 11                                                            | 12                                                            | 13                                                            | 14                                                            | 15                                                            | 16                                                            | 17                                                            | 18                                                            | 19                                                            | 20                                                            | 21                                                            | 22                                                            | 23                                                            | 24                                                            | 25                                                            | 26                                                            | 27                                                            | 28                                                            | 29                                                            | 30                                                            | 31                                                            | 32                                                            | 33                                                            | 34                                                            |
| ------------------------------------------------------------- | ------------------------------------------------------------- | ------------------------------------------------------------- | ------------------------------------------------------------- | ------------------------------------------------------------- | ------------------------------------------------------------- | ------------------------------------------------------------- | ------------------------------------------------------------- | ------------------------------------------------------------- | ------------------------------------------------------------- | ------------------------------------------------------------- | ------------------------------------------------------------- | ------------------------------------------------------------- | ------------------------------------------------------------- | ------------------------------------------------------------- | ------------------------------------------------------------- | ------------------------------------------------------------- | ------------------------------------------------------------- | ------------------------------------------------------------- | ------------------------------------------------------------- | ------------------------------------------------------------- | ------------------------------------------------------------- | ------------------------------------------------------------- | ------------------------------------------------------------- | ------------------------------------------------------------- | ------------------------------------------------------------- | ------------------------------------------------------------- | ------------------------------------------------------------- | ------------------------------------------------------------- | ------------------------------------------------------------- | ------------------------------------------------------------- | ------------------------------------------------------------- | ------------------------------------------------------------- | ------------------------------------------------------------- | ------------------------------------------------------------- |
| Atlanta United 2 (ATL)                                        | LOU                                                           | NYR                                                           | TBR                                                           | CHS                                                           | HFD                                                           | DET                                                           | IND                                                           | PGH                                                           | LOU                                                           | DET                                                           | OCO                                                           | RGV                                                           | MEM                                                           | LDN                                                           | HFD                                                           | OAK                                                           | CHS                                                           | ELP                                                           | BHM                                                           | TUL                                                           | SAN                                                           | TBR                                                           | LV                                                            | BHM                                                           | NYR                                                           | MIA                                                           | LDN                                                           | PGH                                                           | TUL                                                           | MEM                                                           | MIA                                                           | IND                                                           | LAG                                                           | PHX                                                           |
| Atlanta United 2 (ATL)                                        | 0–1                                                           | 0–1                                                           | 0–3                                                           | 4–1                                                           | 2–1                                                           | 0–4                                                           | 1–2                                                           | 0–4                                                           | 0–4                                                           | 1–3                                                           | 0–0                                                           | 3–4                                                           | 2–5                                                           | 2–0                                                           | 0–3                                                           | 1–3                                                           | 4–3                                                           | 2–2                                                           | 3–3                                                           | 1–2                                                           | 0–5                                                           | 1–3                                                           | 1–1                                                           | 0–6                                                           | 1–2                                                           | 0–2                                                           | 1–3                                                           | 1–2                                                           | 2–1                                                           | 0–4                                                           | 2–2                                                           | 0–1                                                           | 3–1                                                           | 1–3                                                           |
| Legion de Birmingham (BHM)                                    | TBR                                                           | TUL                                                           | COS                                                           | LOU                                                           | HFD                                                           | DET                                                           | LDN                                                           | CHS                                                           | MIA                                                           | PGH                                                           | LV                                                            | NYR                                                           | PHX                                                           | MEM                                                           | NMU                                                           | LOU                                                           | ATL                                                           | CHS                                                           | SAC                                                           | TUL                                                           | LDN                                                           | HFD                                                           | ATL                                                           | SDG                                                           | DET                                                           | MEM                                                           | NYR                                                           | MIA                                                           | IND                                                           | PGH                                                           | TBR                                                           | OAK                                                           | SAN                                                           | IND                                                           |
| Legion de Birmingham (BHM)                                    | 1–1                                                           | 1–3                                                           | 0–2                                                           | 0–0                                                           | 2–1                                                           | 0–1                                                           | 2–1                                                           | 2–1                                                           | 0–0                                                           | 0–1                                                           | 0–0                                                           | 2–1                                                           | 1–0                                                           | 1–0                                                           | 2–0                                                           | 1–2                                                           | 3–3                                                           | 3–0                                                           | 1–0                                                           | 0–2                                                           | 6–1                                                           | 1–0                                                           | 6–0                                                           | 1–0                                                           | 1–2                                                           | 4–2                                                           | 3–1                                                           | 1–1                                                           | 3–4                                                           | 2–1                                                           | 1–1                                                           | 1–2                                                           | 1–2                                                           | 3–1                                                           |
| Battery de Charleston (CHS)                                   | TUL                                                           | DET                                                           | ATL                                                           | LV                                                            | SDG                                                           | LOU                                                           | BHM                                                           | MEM                                                           | NMU                                                           | MIA                                                           | LDN                                                           | IND                                                           | PGH                                                           | TBR                                                           | TUL                                                           | ATL                                                           | SAN                                                           | BHM                                                           | MIA                                                           | HFD                                                           | COS                                                           | SAC                                                           | LOU                                                           | NYR                                                           | LAG                                                           | DET                                                           | PGH                                                           | NYR                                                           | TBR                                                           | MEM                                                           | RGV                                                           | HFD                                                           | IND                                                           | LDN                                                           |
| Battery de Charleston (CHS)                                   | 1–0                                                           | 0–1                                                           | 1–4                                                           | 1–2                                                           | 1–4                                                           | 1–1                                                           | 1–2                                                           | 0–2                                                           | 0–2                                                           | 0–4                                                           | 1–1                                                           | 3–4                                                           | 3–0                                                           | 1–1                                                           | 1–2                                                           | 3–4                                                           | 0–2                                                           | 0–3                                                           | 0–1                                                           | 3–1                                                           | 3–3                                                           | 2–4                                                           | 1–4                                                           | 3–1                                                           | 1–1                                                           | 0–3                                                           | 0–0                                                           | 3–0                                                           | 2–1                                                           | 0–5                                                           | 0–3                                                           | 3–6                                                           | 1–4                                                           | 1–1                                                           |
| Switchbacks de Colorado Springs (COS)                         | OCO                                                           | MB                                                            | BHM                                                           | MIA                                                           | LV                                                            | MEM                                                           | TUL                                                           | OAK                                                           | RGV                                                           | MB                                                            | LV                                                            | LAG                                                           | IND                                                           | SAN                                                           | HFD                                                           | SAC                                                           | SDG                                                           | ELP                                                           | LAG                                                           | SDG                                                           | CHS                                                           | PHX                                                           | OCO                                                           | ELP                                                           | SAC                                                           | TBR                                                           | NMU                                                           | PHX                                                           | DET                                                           | RGV                                                           | SAN                                                           | OAK                                                           | ELP                                                           | NMU                                                           |
| Switchbacks de Colorado Springs (COS)                         | 2–1                                                           | 1–0                                                           | 2–0                                                           | 2–1                                                           | 3–2                                                           | 1–2                                                           | 2–0                                                           | 3–0                                                           | 3–2                                                           | 2–4                                                           | 3–0                                                           | 3–1                                                           | 4–3                                                           | 0–1                                                           | 0–2                                                           | 3–0                                                           | 2–3                                                           | 0–1                                                           | 4–2                                                           | 0–3                                                           | 3–3                                                           | 0–4                                                           | 3–3                                                           | 4–4                                                           | 0–3                                                           | 1–0                                                           | 1–0                                                           | 1–0                                                           | 1–2                                                           | 0–1                                                           | 0–1                                                           | 1–1                                                           | 4–1                                                           | 0–2                                                           |
| Détroit City (DET)                                            | SAN                                                           | CHS                                                           | PGH                                                           | MEM                                                           | ATL                                                           | BHM                                                           | HFD                                                           | NYR                                                           | TUL                                                           | LDN                                                           | MIA                                                           | ATL                                                           | PGH                                                           | SAC                                                           | ELP                                                           | MEM                                                           | LV                                                            | HFD                                                           | IND                                                           | MB                                                            | NMU                                                           | TBR                                                           | OAK                                                           | BHM                                                           | LOU                                                           | CHS                                                           | IND                                                           | COS                                                           | TBR                                                           | NYR                                                           | TUL                                                           | LDN                                                           | LOU                                                           | MIA                                                           |
| Détroit City (DET)                                            | 0–1                                                           | 1–0                                                           | 1–1                                                           | 1–1                                                           | 4–0                                                           | 1–0                                                           | 2–1                                                           | 2–0                                                           | 1–3                                                           | 4–2                                                           | 1–1                                                           | 3–1                                                           | 1–1                                                           | 0–2                                                           | 1–1                                                           | 0–2                                                           | 1–0                                                           | 1–1                                                           | 1–0                                                           | 0–0                                                           | 2–2                                                           | 0–1                                                           | 1–1                                                           | 2–1                                                           | 0–1                                                           | 3–0                                                           | 0–0                                                           | 2–1                                                           | 1–0                                                           | 0–0                                                           | 2–2                                                           | 4–0                                                           | 1–2                                                           | 0–1                                                           |
| Locomotive d'El Paso (ELP)                                    | SAC                                                           | NMU                                                           | LV                                                            | SDG                                                           | MB                                                            | SAN                                                           | OAK                                                           | LDN                                                           | TUL                                                           | LAG                                                           | PGH                                                           | SAC                                                           | OCO                                                           | LV                                                            | HFD                                                           | PHX                                                           | DET                                                           | NYR                                                           | RGV                                                           | ATL                                                           | COS                                                           | OAK                                                           | SAN                                                           | LOU                                                           | MB                                                            | COS                                                           | SDG                                                           | PHX                                                           | NMU                                                           | RGV                                                           | LAG                                                           | COS                                                           | OCO                                                           | TBR                                                           |
| Locomotive d'El Paso (ELP)                                    | 1–3                                                           | 1–2                                                           | 4–5                                                           | 2–3                                                           | 5–0                                                           | 0–1                                                           | 1–1                                                           | 3–1                                                           | 3–1                                                           | 4–0                                                           | 0–1                                                           | 1–0                                                           | 2–2                                                           | 1–0                                                           | 1–1                                                           | 1–0                                                           | 1–1                                                           | 5–0                                                           | 0–0                                                           | 2–2                                                           | 1–0                                                           | 0–4                                                           | 0–1                                                           | 0–1                                                           | 0–1                                                           | 4–4                                                           | 1–3                                                           | 3–1                                                           | 2–1                                                           | 0–2                                                           | 3–2                                                           | 1–4                                                           | 2–1                                                           | 1–3                                                           |
| Athletic de Hartford (HFD)                                    | PGH                                                           | TBR                                                           | ATL                                                           | BHM                                                           | MIA                                                           | DET                                                           | IND                                                           | LDN                                                           | NYR                                                           | PHX                                                           | ELP                                                           | SDG                                                           | MEM                                                           | ATL                                                           | LOU                                                           | COS                                                           | DET                                                           | TBR                                                           | CHS                                                           | PGH                                                           | RGV                                                           | BHM                                                           | MEM                                                           | IND                                                           | MIA                                                           | TUL                                                           | NYR                                                           | LAG                                                           | TUL                                                           | LV                                                            | LDN                                                           | CHS                                                           | OAK                                                           | LOU                                                           |
| Athletic de Hartford (HFD)                                    | 1–2                                                           | 1–1                                                           | 1–2                                                           | 1–2                                                           | 0–2                                                           | 1–2                                                           | 0–1                                                           | 1–0                                                           | 3–2                                                           | 1–2                                                           | 1–1                                                           | 0–3                                                           | 1–1                                                           | 3–0                                                           | 0–2                                                           | 2–0                                                           | 1–1                                                           | 2–3                                                           | 1–3                                                           | 1–2                                                           | 0–0                                                           | 0–1                                                           | 1–3                                                           | 2–1                                                           | 0–2                                                           | 2–1                                                           | 3–3                                                           | 3–1                                                           | 3–2                                                           | 3–0                                                           | 0–3                                                           | 6–3                                                           | 1–3                                                           | 1–2                                                           |
| Eleven d'Indy (IND)                                           | LDN                                                           | TBR                                                           | LOU                                                           | LAG                                                           | RGV                                                           | ATL                                                           | OCO                                                           | HFD                                                           | MEM                                                           | NYR                                                           | NMU                                                           | CHS                                                           | MIA                                                           | COS                                                           | SDG                                                           | MIA                                                           | PGH                                                           | DET                                                           | NYR                                                           | MEM                                                           | TBR                                                           | PGH                                                           | HFD                                                           | TUL                                                           | SAN                                                           | LOU                                                           | DET                                                           | BHM                                                           | MB                                                            | LDN                                                           | ATL                                                           | TUL                                                           | CHS                                                           | BHM                                                           |
| Eleven d'Indy (IND)                                           | 0–1                                                           | 0–2                                                           | 1–1                                                           | 1–1                                                           | 2–1                                                           | 2–1                                                           | 3–1                                                           | 1–0                                                           | 1–2                                                           | 2–0                                                           | 1–2                                                           | 4–3                                                           | 1–1                                                           | 3–4                                                           | 0–5                                                           | 0–1                                                           | 0–1                                                           | 0–1                                                           | 0–1                                                           | 1–1                                                           | 1–3                                                           | 0–2                                                           | 1–2                                                           | 0–1                                                           | 1–0                                                           | 2–1                                                           | 0–0                                                           | 4–3                                                           | 0–5                                                           | 1–0                                                           | 1–0                                                           | 2–4                                                           | 4–1                                                           | 1–3                                                           |
| Galaxy II de Los Angeles (LA)                                 | SD                                                            | SAN                                                           | RGV                                                           | IND                                                           | PHX                                                           | MB                                                            | LV                                                            | PHX                                                           | ELP                                                           | LOU                                                           | MEM                                                           | OAK                                                           | SDG                                                           | RGV                                                           | COS                                                           | MB                                                            | SAC                                                           | MIA                                                           | OAK                                                           | SD                                                            | COS                                                           | OCO                                                           | SAN                                                           | LDN                                                           | NMU                                                           | CHS                                                           | MB                                                            | HFD                                                           | OCO                                                           | ELP                                                           | SAC                                                           | ATL                                                           | NMU                                                           | LV                                                            |
| Galaxy II de Los Angeles (LA)                                 | 1–2                                                           | 1–2                                                           | 1–0                                                           | 1–1                                                           | 1–3                                                           | 3–1                                                           | 1–1                                                           | 3–0                                                           | 0–4                                                           | 4–3                                                           | 0–5                                                           | 0–1                                                           | 2–2                                                           | 1–0                                                           | 1–3                                                           | 3–2                                                           | 0–2                                                           | 3–1                                                           | 3–1                                                           | 5–0                                                           | 2–4                                                           | 2–5                                                           | 1–1                                                           | 0–2                                                           | 2–2                                                           | 1–1                                                           | 2–0                                                           | 1–3                                                           | 0–1                                                           | 2–3                                                           | 2–0                                                           | 1–3                                                           | 2–3                                                           | 1–1                                                           |
| Lights de Las Vegas (LV)                                      | NMU                                                           | PHX                                                           | ELP                                                           | MEM                                                           | CHS                                                           | COS                                                           | PGH                                                           | LAG                                                           | SAC                                                           | MB                                                            | OAK                                                           | BHM                                                           | ELP                                                           | COS                                                           | OCO                                                           | SDG                                                           | PHX                                                           | DET                                                           | RGV                                                           | OAK                                                           | SAN                                                           | ATL                                                           | PHX                                                           | SAN                                                           | OCO                                                           | SAC                                                           | RGV                                                           | TBR                                                           | HFD                                                           | SDG                                                           | MB                                                            | NMU                                                           | MIA                                                           | LAG                                                           |
| Lights de Las Vegas (LV)                                      | 0–2                                                           | 2–1                                                           | 5–4                                                           | 0–1                                                           | 2–1                                                           | 2–3                                                           | 1–0                                                           | 1–1                                                           | 1–1                                                           | 0–1                                                           | 1–1                                                           | 0–0                                                           | 0–1                                                           | 0–3                                                           | 3–0                                                           | 2–1                                                           | 3–2                                                           | 0–1                                                           | 1–0                                                           | 2–0                                                           | 0–2                                                           | 1–1                                                           | 0–0                                                           | 0–2                                                           | 1–1                                                           | 2–1                                                           | 0–5                                                           | 1–6                                                           | 0–3                                                           | 1–2                                                           | 4–0                                                           | 0–0                                                           | 3–2                                                           | 1–1                                                           |
| Loudoun United (LDN)                                          | IND                                                           | NYR                                                           | MIA                                                           | PGH                                                           | LOU                                                           | OAK                                                           | BHM                                                           | ELP                                                           | HFD                                                           | DET                                                           | MEM                                                           | CHS                                                           | NYR                                                           | ATL                                                           | PHX                                                           | OCO                                                           | TUL                                                           | TBR                                                           | MIA                                                           | BHM                                                           | MB                                                            | LAG                                                           | SAN                                                           | ATL                                                           | TUL                                                           | MEM                                                           | PGH                                                           | SAC                                                           | LOU                                                           | HFD                                                           | IND                                                           | DET                                                           | TBR                                                           | CHS                                                           |
| Loudoun United (LDN)                                          | 1–0                                                           | 3–0                                                           | 0–0                                                           | 0–2                                                           | 0–2                                                           | 1–4                                                           | 1–2                                                           | 1–3                                                           | 0–1                                                           | 2–4                                                           | 0–3                                                           | 1–1                                                           | 1–0                                                           | 0–2                                                           | 4–3                                                           | 1–3                                                           | 2–2                                                           | 1–4                                                           | 1–2                                                           | 1–6                                                           | 0–1                                                           | 2–0                                                           | 1–2                                                           | 3–1                                                           | 1–2                                                           | 1–0                                                           | 1–2                                                           | 0–4                                                           | 2–4                                                           | 3–0                                                           | 0–1                                                           | 0–4                                                           | 0–8                                                           | 1–1                                                           |
| Louisville City (LOU)                                         | ATL                                                           | MIA                                                           | NYR                                                           | IND                                                           | BHM                                                           | LDN                                                           | SDG                                                           | CHS                                                           | PGH                                                           | ATL                                                           | LAG                                                           | MB                                                            | TUL                                                           | TBR                                                           | OCO                                                           | HFD                                                           | BHM                                                           | NYR                                                           | MEM                                                           | PHX                                                           | ELP                                                           | CHS                                                           | TBR                                                           | DET                                                           | MIA                                                           | IND                                                           | SAC                                                           | TUL                                                           | PGH                                                           | LDN                                                           | MEM                                                           | RGV                                                           | DET                                                           | HFD                                                           |
| Louisville City (LOU)                                         | 1–0                                                           | 2–0                                                           | 2–0                                                           | 1–1                                                           | 0–0                                                           | 2–0                                                           | 5–2                                                           | 1–1                                                           | 2–0                                                           | 4–0                                                           | 3–4                                                           | 0–2                                                           | 4–1                                                           | 0–1                                                           | 3–1                                                           | 2–0                                                           | 2–1                                                           | 6–0                                                           | 2–1                                                           | 0–0                                                           | 1–0                                                           | 4–1                                                           | 1–0                                                           | 1–0                                                           | 0–1                                                           | 1–2                                                           | 3–1                                                           | 2–2                                                           | 0–0                                                           | 4–2                                                           | 1–2                                                           | 1–0                                                           | 2–1                                                           | 2–1                                                           |
| Memphis 901 (MEM)                                             | PGH                                                           | OAK                                                           | LV                                                            | DET                                                           | COS                                                           | TBR                                                           | MIA                                                           | CHS                                                           | IND                                                           | LAG                                                           | LDN                                                           | ATL                                                           | BHM                                                           | HFD                                                           | TUL                                                           | DET                                                           | TBR                                                           | PHX                                                           | LOU                                                           | IND                                                           | NYR                                                           | HFD                                                           | PGH                                                           | NMU                                                           | BHM                                                           | LDN                                                           | OCO                                                           | ATL                                                           | CHS                                                           | LOU                                                           | MIA                                                           | RGV                                                           | NYR                                                           | TUL                                                           |
| Memphis 901 (MEM)                                             | 0–3                                                           | 2–1                                                           | 1–0                                                           | 1–1                                                           | 2–1                                                           | 3–1                                                           | 1–2                                                           | 2–0                                                           | 2–1                                                           | 5–0                                                           | 3–0                                                           | 5–2                                                           | 0–1                                                           | 1–1                                                           | 2–0                                                           | 2–0                                                           | 0–2                                                           | 3–1                                                           | 1–2                                                           | 1–1                                                           | 2–1                                                           | 3–1                                                           | 2–0                                                           | 2–0                                                           | 2–4                                                           | 0–1                                                           | 1–1                                                           | 5–0                                                           | 5–0                                                           | 2–1                                                           | 0–1                                                           | 2–2                                                           | 2–1                                                           | 3–0                                                           |
| Miami FC (MIA)                                                | NYR                                                           | LOU                                                           | LDN                                                           | COS                                                           | TBR                                                           | HFD                                                           | PHX                                                           | MEM                                                           | BHM                                                           | SAN                                                           | DET                                                           | CHS                                                           | PGH                                                           | TUL                                                           | IND                                                           | TBR                                                           | LAG                                                           | IND                                                           | PGH                                                           | CHS                                                           | OCO                                                           | LDN                                                           | NMU                                                           | TUL                                                           | ATL                                                           | HFD                                                           | LOU                                                           | BHM                                                           | NYR                                                           | ATL                                                           | MB                                                            | MEM                                                           | LV                                                            | DET                                                           |
| Miami FC (MIA)                                                | 2–0                                                           | 0–2                                                           | 0–0                                                           | 1–2                                                           | 1–0                                                           | 2–0                                                           | 1–2                                                           | 2–1                                                           | 0–0                                                           | 0–2                                                           | 1–1                                                           | 4–0                                                           | 2–2                                                           | 0–0                                                           | 1–1                                                           | 1–2                                                           | 1–3                                                           | 1–0                                                           | 1–4                                                           | 1–0                                                           | 0–0                                                           | 2–1                                                           | 3–0                                                           | 1–2                                                           | 2–0                                                           | 2–0                                                           | 1–0                                                           | 1–1                                                           | 7–1                                                           | 2–2                                                           | 0–0                                                           | 1–0                                                           | 2–3                                                           | 1–0                                                           |
| Monterey Bay (MB)                                             | PHX                                                           | COS                                                           | OAK                                                           | SAC                                                           | ELP                                                           | LAG                                                           | SAN                                                           | LV                                                            | RGV                                                           | LOU                                                           | COS                                                           | OAK                                                           | SAN                                                           | LAG                                                           | SAC                                                           | NMU                                                           | OCO                                                           | DET                                                           | NYR                                                           | LDN                                                           | ELP                                                           | SDG                                                           | SAC                                                           | NMU                                                           | LAG                                                           | SDG                                                           | OCO                                                           | IND                                                           | PHX                                                           | MIA                                                           | LV                                                            | TBR                                                           | TUL                                                           | RGV                                                           |
| Monterey Bay (MB)                                             | 2–4                                                           | 0–1                                                           | 3–2                                                           | 1–2                                                           | 0–5                                                           | 1–3                                                           | 0–6                                                           | 1–0                                                           | 1–2                                                           | 2–0                                                           | 4–2                                                           | 0–2                                                           | 2–3                                                           | 2–3                                                           | 1–2                                                           | 1–1                                                           | 2–0                                                           | 0–0                                                           | 2–0                                                           | 1–0                                                           | 1–0                                                           | 0–1                                                           | 1–0                                                           | 0–2                                                           | 0–2                                                           | 3–1                                                           | 1–0                                                           | 5–0                                                           | 3–3                                                           | 0–0                                                           | 0–4                                                           | 1–2                                                           | 0–2                                                           | 1–4                                                           |
| New Mexico United (NMU)                                       | LV                                                            | ELP                                                           | OCO                                                           | OAK                                                           | PHX                                                           | SAN                                                           | SAC                                                           | SDG                                                           | CHS                                                           | PHX                                                           | IND                                                           | OCO                                                           | OAK                                                           | BHM                                                           | MB                                                            | RGV                                                           | RGV                                                           | TUL                                                           | PGH                                                           | DET                                                           | NYR                                                           | SAC                                                           | MIA                                                           | LAG                                                           | MEM                                                           | MB                                                            | COS                                                           | ELP                                                           | RGV                                                           | SAN                                                           | LV                                                            | SDG                                                           | LAG                                                           | COS                                                           |
| New Mexico United (NMU)                                       | 2–0                                                           | 2–1                                                           | 1–1                                                           | 2–2                                                           | 0–1                                                           | 0–1                                                           | 0–0                                                           | 1–1                                                           | 2–0                                                           | 7–0                                                           | 2–1                                                           | 2–1                                                           | 2–1                                                           | 0–2                                                           | 1–1                                                           | 1–0                                                           | 1–1                                                           | 2–1                                                           | 1–1                                                           | 2–2                                                           | 2–1                                                           | 1–2                                                           | 0–3                                                           | 2–2                                                           | 0–2                                                           | 2–0                                                           | 0–1                                                           | 1–2                                                           | 1–3                                                           | 1–1                                                           | 0–0                                                           | 3–3                                                           | 3–2                                                           | 2–0                                                           |
| Red Bulls II de New York (NYR)                                | MIA                                                           | ATL                                                           | LDN                                                           | LOU                                                           | TUL                                                           | RGV                                                           | TBR                                                           | DET                                                           | SAC                                                           | HFD                                                           | IND                                                           | BHM                                                           | SDG                                                           | LDN                                                           | TUL                                                           | ELP                                                           | PGH                                                           | LOU                                                           | IND                                                           | MB                                                            | NMU                                                           | MEM                                                           | ATL                                                           | CHS                                                           | PGH                                                           | BHM                                                           | HFD                                                           | CHS                                                           | MIA                                                           | OAK                                                           | DET                                                           | PHX                                                           | MEM                                                           | TBR                                                           |
| Red Bulls II de New York (NYR)                                | 0–2                                                           | 1–0                                                           | 0–3                                                           | 0–2                                                           | 2–3                                                           | 0–1                                                           | 1–1                                                           | 0–2                                                           | 0–1                                                           | 2–3                                                           | 0–2                                                           | 1–2                                                           | 2–2                                                           | 0–1                                                           | 0–0                                                           | 0–5                                                           | 0–3                                                           | 0–6                                                           | 1–0                                                           | 0–2                                                           | 1–2                                                           | 1–2                                                           | 2–1                                                           | 1–3                                                           | 2–2                                                           | 1–3                                                           | 3–3                                                           | 0–3                                                           | 1–7                                                           | 0–1                                                           | 0–0                                                           | 1–5                                                           | 1–2                                                           | 0–1                                                           |
| Roots d'Oakland (OAK)                                         | RGV                                                           | MEM                                                           | MB                                                            | NMU                                                           | TBR                                                           | SDG                                                           | LDN                                                           | ELP                                                           | COS                                                           | OCO                                                           | LV                                                            | LAG                                                           | SAC                                                           | OCO                                                           | MB                                                            | RGV                                                           | NMU                                                           | SAN                                                           | ATL                                                           | LAG                                                           | SAC                                                           | ELP                                                           | LV                                                            | PHX                                                           | DET                                                           | SDG                                                           | SAC                                                           | SAN                                                           | PHX                                                           | NYR                                                           | COS                                                           | BHM                                                           | HAR                                                           | PGH                                                           |
| Roots d'Oakland (OAK)                                         | 0–1                                                           | 1–2                                                           | 2–3                                                           | 2–2                                                           | 0–0                                                           | 2–2                                                           | 4–1                                                           | 1–1                                                           | 0–3                                                           | 2–2                                                           | 1–1                                                           | 1–0                                                           | 1–1                                                           | 3–2                                                           | 2–0                                                           | 2–2                                                           | 1–2                                                           | 1–1                                                           | 3–1                                                           | 1–3                                                           | 3–3                                                           | 4–0                                                           | 0–2                                                           | 0–0                                                           | 1–1                                                           | 3–1                                                           | 0–1                                                           | 0–2                                                           | 2–0                                                           | 1–0                                                           | 1–1                                                           | 2–1                                                           | 3–1                                                           | 1–3                                                           |
| Orange County SC (OCO)                                        | COS                                                           | RGV                                                           | NMU                                                           | SAN                                                           | SAC                                                           | IND                                                           | RGV                                                           | OAK                                                           | TUL                                                           | ELP                                                           | ATL                                                           | OAK                                                           | NMU                                                           | LV                                                            | LOU                                                           | LDN                                                           | SDG                                                           | PHX                                                           | MB                                                            | MIA                                                           | LAG                                                           | SDG                                                           | COS                                                           | PHX                                                           | LV                                                            | TBR                                                           | MEM                                                           | MB                                                            | LAG                                                           | SAC                                                           | PGH                                                           | SDG                                                           | ELP                                                           | SAN                                                           |
| Orange County SC (OCO)                                        | 1–2                                                           | 2–1                                                           | 1–1                                                           | 0–1                                                           | 1–1                                                           | 1–3                                                           | 2–1                                                           | 2–2                                                           | 5–1                                                           | 2–2                                                           | 0–0                                                           | 2–3                                                           | 1–2                                                           | 0–3                                                           | 1–3                                                           | 3–1                                                           | 1–2                                                           | 2–2                                                           | 0–2                                                           | 0–0                                                           | 5–2                                                           | 2–3                                                           | 3–3                                                           | 2–1                                                           | 1–1                                                           | 1–3                                                           | 1–1                                                           | 0–1                                                           | 1–0                                                           | 0–4                                                           | 1–1                                                           | 2–2                                                           | 1–2                                                           | 2–2                                                           |
| Rising de Phoenix (PHX)                                       | MB                                                            | LV                                                            | SDG                                                           | SAN                                                           | LAG                                                           | NMU                                                           | MIA                                                           | LAG                                                           | SAN                                                           | TBR                                                           | NMU                                                           | HFD                                                           | BHM                                                           | ELP                                                           | LDN                                                           | LV                                                            | OCO                                                           | MEM                                                           | LOU                                                           | SAC                                                           | OAK                                                           | COS                                                           | LV                                                            | OCO                                                           | ELP                                                           | RGV                                                           | COS                                                           | OAK                                                           | SDG                                                           | MB                                                            | SAC                                                           | NYR                                                           | RGV                                                           | ATL                                                           |
| Rising de Phoenix (PHX)                                       | 4–2                                                           | 1–2                                                           | 2–3                                                           | 2–0                                                           | 3–1                                                           | 1–0                                                           | 2–1                                                           | 0–3                                                           | 3–0                                                           | 1–5                                                           | 0–7                                                           | 2–1                                                           | 0–1                                                           | 0–1                                                           | 3–4                                                           | 2–3                                                           | 2–2                                                           | 1–3                                                           | 0–0                                                           | 0–0                                                           | 0–0                                                           | 4–0                                                           | 0–0                                                           | 1–2                                                           | 1–3                                                           | 2–1                                                           | 0–1                                                           | 0–2                                                           | 0–3                                                           | 3–3                                                           | 1–0                                                           | 5–1                                                           | 1–2                                                           | 3–1                                                           |
| Riverhounds de Pittsburgh (PGH)                               | MEM                                                           | HFD                                                           | DET                                                           | LDN                                                           | TUL                                                           | LV                                                            | ATL                                                           | LOU                                                           | BHM                                                           | ELP                                                           | TBR                                                           | MIA                                                           | DET                                                           | CHS                                                           | RGV                                                           | TBR                                                           | NYR                                                           | IND                                                           | MIA                                                           | NMU                                                           | HFD                                                           | TUL                                                           | IND                                                           | MEM                                                           | NYR                                                           | ATL                                                           | CHS                                                           | LDN                                                           | LOU                                                           | BHM                                                           | OCO                                                           | SAN                                                           | SAC                                                           | OAK                                                           |
| Riverhounds de Pittsburgh (PGH)                               | 3–0                                                           | 2–1                                                           | 1–1                                                           | 2–0                                                           | 4–3                                                           | 0–1                                                           | 4–0                                                           | 0–2                                                           | 1–0                                                           | 1–0                                                           | 1–3                                                           | 2–2                                                           | 1–1                                                           | 0–3                                                           | 0–1                                                           | 2–5                                                           | 3–0                                                           | 1–0                                                           | 4–1                                                           | 1–1                                                           | 2–1                                                           | 1–0                                                           | 2–0                                                           | 0–2                                                           | 2–2                                                           | 2–1                                                           | 0–0                                                           | 2–1                                                           | 0–0                                                           | 1–2                                                           | 1–1                                                           | 0–1                                                           | 1–1                                                           | 3–1                                                           |
| Toros de Rio Grande Valley (RGV)                              | OAK                                                           | OCO                                                           | LAG                                                           | SAN                                                           | IND                                                           | NYR                                                           | SAC                                                           | OCO                                                           | COS                                                           | MB                                                            | SDG                                                           | SAN                                                           | ATL                                                           | LAG                                                           | OAK                                                           | PGH                                                           | ELP                                                           | NMU                                                           | NMU                                                           | LV                                                            | SDG                                                           | HFD                                                           | SAC                                                           | SAN                                                           | LV                                                            | PHX                                                           | ELP                                                           | NMU                                                           | COS                                                           | CHS                                                           | LOU                                                           | MEM                                                           | PHX                                                           | MB                                                            |
| Toros de Rio Grande Valley (RGV)                              | 1–0                                                           | 1–2                                                           | 0–1                                                           | 1–2                                                           | 1–2                                                           | 1–0                                                           | 2–1                                                           | 1–2                                                           | 2–3                                                           | 2–1                                                           | 2–1                                                           | 2–3                                                           | 4–3                                                           | 0–1                                                           | 2–2                                                           | 1–0                                                           | 0–0                                                           | 0–1                                                           | 1–1                                                           | 0–1                                                           | 1–2                                                           | 0–0                                                           | 1–1                                                           | 2–2                                                           | 5–0                                                           | 1–2                                                           | 2–0                                                           | 3–1                                                           | 1–0                                                           | 3–0                                                           | 0–1                                                           | 2–2                                                           | 2–1                                                           | 4–1                                                           |
| Republic de Sacramento (SAC)                                  | ELP                                                           | SDG                                                           | TUL                                                           | MB                                                            | OCO                                                           | RGV                                                           | LV                                                            | NMU                                                           | NYR                                                           | ELP                                                           | OAK                                                           | SAN                                                           | DET                                                           | LAG                                                           | MB                                                            | COS                                                           | OAK                                                           | BHM                                                           | PHX                                                           | CHS                                                           | NMU                                                           | RGV                                                           | MB                                                            | COS                                                           | LV                                                            | OAK                                                           | LOU                                                           | LDN                                                           | OCO                                                           | SAN                                                           | PHX                                                           | LAG                                                           | PGH                                                           | SDG                                                           |
| Republic de Sacramento (SAC)                                  | 3–1                                                           | 0–2                                                           | 2–1                                                           | 2–1                                                           | 1–1                                                           | 1–2                                                           | 1–1                                                           | 0–0                                                           | 1–0                                                           | 0–1                                                           | 1–1                                                           | 1–0                                                           | 2–0                                                           | 2–0                                                           | 2–1                                                           | 0–3                                                           | 3–3                                                           | 0–1                                                           | 0–0                                                           | 4–2                                                           | 2–1                                                           | 1–1                                                           | 0–1                                                           | 3–0                                                           | 1–2                                                           | 1–0                                                           | 1–3                                                           | 4–0                                                           | 4–0                                                           | 0–1                                                           | 0–1                                                           | 0–2                                                           | 1–1                                                           | 4–0                                                           |
| San Antonio FC (SAN)                                          | DET                                                           | LAG                                                           | RGV                                                           | PHX                                                           | OCO                                                           | ELP                                                           | NMU                                                           | MB                                                            | PHX                                                           | MIA                                                           | RGV                                                           | SAC                                                           | MB                                                            | OAK                                                           | COS                                                           | TUL                                                           | CHS                                                           | ATL                                                           | ELP                                                           | LV                                                            | LAG                                                           | SDG                                                           | LDN                                                           | LV                                                            | RGV                                                           | IND                                                           | OAK                                                           | SDG                                                           | NMU                                                           | COS                                                           | SAC                                                           | PGH                                                           | BHM                                                           | OCO                                                           |
| San Antonio FC (SAN)                                          | 1–0                                                           | 2–1                                                           | 2–1                                                           | 0–2                                                           | 1–0                                                           | 1–0                                                           | 1–0                                                           | 6–0                                                           | 0–3                                                           | 2–0                                                           | 3–2                                                           | 0–1                                                           | 3–2                                                           | 1–1                                                           | 1–0                                                           | 2–1                                                           | 2–0                                                           | 5–0                                                           | 1–0                                                           | 2–0                                                           | 1–1                                                           | 0–3                                                           | 2–1                                                           | 2–0                                                           | 2–2                                                           | 0–1                                                           | 2–0                                                           | 1–0                                                           | 1–1                                                           | 1–0                                                           | 1–0                                                           | 1–0                                                           | 2–1                                                           | 2–2                                                           |
| Loyal de San Diego (SDG)                                      | LAG                                                           | SAC                                                           | TUL                                                           | PHX                                                           | ELP                                                           | CHS                                                           | OAK                                                           | LOU                                                           | TBR                                                           | NMU                                                           | RGV                                                           | LAG                                                           | NYR                                                           | HFD                                                           | LV                                                            | IND                                                           | OCO                                                           | COS                                                           | LAG                                                           | COS                                                           | RGV                                                           | OCO                                                           | SAN                                                           | MB                                                            | BHM                                                           | ELP                                                           | OAK                                                           | MB                                                            | SAN                                                           | PHX                                                           | LV                                                            | OCO                                                           | NMU                                                           | SAC                                                           |
| Loyal de San Diego (SDG)                                      | 2–1                                                           | 2–0                                                           | 0–1                                                           | 3–2                                                           | 3–2                                                           | 4–1                                                           | 2–2                                                           | 2–5                                                           | 3–2                                                           | 1–1                                                           | 1–2                                                           | 2–2                                                           | 2–2                                                           | 3–0                                                           | 1–2                                                           | 5–0                                                           | 2–1                                                           | 3–2                                                           | 0–5                                                           | 3–0                                                           | 2–1                                                           | 3–2                                                           | 3–0                                                           | 1–0                                                           | 0–1                                                           | 3–1                                                           | 1–3                                                           | 1–3                                                           | 0–1                                                           | 3–0                                                           | 2–1                                                           | 2–2                                                           | 3–3                                                           | 0–4                                                           |
| Rowdies de Tampa Bay (TBR)                                    | BHM                                                           | IND                                                           | ATL                                                           | HFD                                                           | OAK                                                           | MIA                                                           | TUL                                                           | NYR                                                           | MEM                                                           | SDG                                                           | PHX                                                           | PGH                                                           | TUL                                                           | LOU                                                           | MIA                                                           | CHS                                                           | PGH                                                           | MEM                                                           | HFD                                                           | LDN                                                           | ATL                                                           | IND                                                           | DET                                                           | LOU                                                           | COS                                                           | OCO                                                           | LV                                                            | CHS                                                           | DET                                                           | BHM                                                           | MB                                                            | LDN                                                           | ELP                                                           | NYR                                                           |
| Rowdies de Tampa Bay (TBR)                                    | 1–1                                                           | 2–0                                                           | 3–0                                                           | 1–1                                                           | 0–0                                                           | 0–1                                                           | 3–1                                                           | 1–1                                                           | 1–3                                                           | 2–3                                                           | 5–1                                                           | 3–1                                                           | 1–1                                                           | 1–0                                                           | 2–1                                                           | 1–1                                                           | 5–2                                                           | 2–0                                                           | 3–2                                                           | 4–1                                                           | 3–1                                                           | 3–1                                                           | 1–0                                                           | 0–1                                                           | 0–1                                                           | 3–1                                                           | 6–1                                                           | 1–2                                                           | 0–1                                                           | 1–1                                                           | 2–1                                                           | 8–0                                                           | 3–1                                                           | 1–0                                                           |
| FC Tulsa (TUL)                                                | CHS                                                           | BHM                                                           | SDG                                                           | SAC                                                           | NYR                                                           | PGH                                                           | TBR                                                           | COS                                                           | ELP                                                           | DET                                                           | OCO                                                           | LOU                                                           | TBR                                                           | MIA                                                           | NYR                                                           | MEM                                                           | CHS                                                           | SAN                                                           | LDN                                                           | ATL                                                           | NMU                                                           | BHM                                                           | PGH                                                           | MIA                                                           | IND                                                           | HFD                                                           | LDN                                                           | ATL                                                           | LOU                                                           | HFD                                                           | DET                                                           | IND                                                           | MB                                                            | MEM                                                           |
| FC Tulsa (TUL)                                                | 0–1                                                           | 3–1                                                           | 1–0                                                           | 1–2                                                           | 3–2                                                           | 3–4                                                           | 1–3                                                           | 0–2                                                           | 1–3                                                           | 3–1                                                           | 1–5                                                           | 1–4                                                           | 1–1                                                           | 0–0                                                           | 0–0                                                           | 0–2                                                           | 2–1                                                           | 1–2                                                           | 2–2                                                           | 2–1                                                           | 1–2                                                           | 2–0                                                           | 0–1                                                           | 2–1                                                           | 1–0                                                           | 1–2                                                           | 2–1                                                           | 1–2                                                           | 2–2                                                           | 2–3                                                           | 2–2                                                           | 4–2                                                           | 2–0                                                           | 0–3                                                           |

## Séries éliminatoires

### Règlement
Quatorze équipes se qualifient pour les séries éliminatoires (soit sept équipes par conférence). Le format des séries est une phase à élimination directe. À chaque tour, c'est l'équipe la mieux classée au niveau général qui reçoit.
La finale du championnat a lieu sur le terrain de la meilleure équipe en phase régulière. Cette finale se déroule en un seul match, avec prolongations et tirs au but pour départager, si nécessaire, les équipes.

### Tableau
|  | Quarts de finale de conférence        | Quarts de finale de conférence        | Quarts de finale de conférence     | Quarts de finale de conférence     |                                          |                                          | Demi-finales de conférence | Demi-finales de conférence | Demi-finales de conférence | Demi-finales de conférence |  |  | Finales de conférence   | Finales de conférence   | Finales de conférence   | Finales de conférence   |  |  | USL Championship 2021    | USL Championship 2021    | USL Championship 2021    | USL Championship 2021    |
|  |                                       |                                       |                                    |                                    |                                          |                                          |                            |                            |                            |                            |  |  |                         |                         |                         |                         |  |  |                          |                          |                          |                          |
|  |                                       |                                       |                                    |                                    |                                          |                                          | 28 octobre, San Antonio    | 28 octobre, San Antonio    | 28 octobre, San Antonio    | 28 octobre, San Antonio    |  |  | 6 novembre, San Antonio | 6 novembre, San Antonio | 6 novembre, San Antonio | 6 novembre, San Antonio |  |  | 13 novembre, San Antonio | 13 novembre, San Antonio | 13 novembre, San Antonio | 13 novembre, San Antonio |
|  |                                       |                                       |                                    |                                    |                                          |                                          | 28 octobre, San Antonio    | 28 octobre, San Antonio    | 28 octobre, San Antonio    | 28 octobre, San Antonio    |  |  | 6 novembre, San Antonio | 6 novembre, San Antonio | 6 novembre, San Antonio | 6 novembre, San Antonio |  |  | 13 novembre, San Antonio | 13 novembre, San Antonio | 13 novembre, San Antonio | 13 novembre, San Antonio |
|  |                                       |                                       |                                    |                                    |                                          |                                          | 28 octobre, San Antonio    | 28 octobre, San Antonio    | 28 octobre, San Antonio    | 28 octobre, San Antonio    |  |  | 6 novembre, San Antonio | 6 novembre, San Antonio | 6 novembre, San Antonio | 6 novembre, San Antonio |  |  | 13 novembre, San Antonio | 13 novembre, San Antonio | 13 novembre, San Antonio | 13 novembre, San Antonio |
|  |                                       |                                       |                                    |                                    |                                          |                                          | 28 octobre, San Antonio    | 28 octobre, San Antonio    | 28 octobre, San Antonio    | 28 octobre, San Antonio    |  |  | 6 novembre, San Antonio | 6 novembre, San Antonio | 6 novembre, San Antonio | 6 novembre, San Antonio |  |  | 13 novembre, San Antonio | 13 novembre, San Antonio | 13 novembre, San Antonio | 13 novembre, San Antonio |
|  | O1 San Antonio FC                     | O1 San Antonio FC                     | 3                                  | 3                                  |                                          |                                          |                            |                            |                            |                            |  |  | 6 novembre, San Antonio | 6 novembre, San Antonio | 6 novembre, San Antonio | 6 novembre, San Antonio |  |  | 13 novembre, San Antonio | 13 novembre, San Antonio | 13 novembre, San Antonio | 13 novembre, San Antonio |
|  | O1 San Antonio FC                     | O1 San Antonio FC                     | 3                                  | 3                                  | 23 octobre, San Diego                    |                                          |                            |                            |                            |                            |  |  | 6 novembre, San Antonio | 6 novembre, San Antonio | 6 novembre, San Antonio | 6 novembre, San Antonio |  |  | 13 novembre, San Antonio | 13 novembre, San Antonio | 13 novembre, San Antonio | 13 novembre, San Antonio |
|  |                                       |                                       | O7 Roots d'Oakland                 | O7 Roots d'Oakland                 | 0                                        | 0                                        |                            |                            |                            |                            |  |  | 6 novembre, San Antonio | 6 novembre, San Antonio | 6 novembre, San Antonio | 6 novembre, San Antonio |  |  | 13 novembre, San Antonio | 13 novembre, San Antonio | 13 novembre, San Antonio | 13 novembre, San Antonio |
|  | O2 Loyal de San Diego                 | O2 Loyal de San Diego                 | O7 Roots d'Oakland                 | O7 Roots d'Oakland                 | 0                                        | 0                                        | 0                          | 0                          |                            |                            |  |  | 6 novembre, San Antonio | 6 novembre, San Antonio | 6 novembre, San Antonio | 6 novembre, San Antonio |  |  | 13 novembre, San Antonio | 13 novembre, San Antonio | 13 novembre, San Antonio | 13 novembre, San Antonio |
|  | O2 Loyal de San Diego                 | O2 Loyal de San Diego                 | 29 octobre, Colorado Springs       |                                    |                                          |                                          | 0                          | 0                          |                            |                            |  |  | 6 novembre, San Antonio | 6 novembre, San Antonio | 6 novembre, San Antonio | 6 novembre, San Antonio |  |  | 13 novembre, San Antonio | 13 novembre, San Antonio | 13 novembre, San Antonio | 13 novembre, San Antonio |
|  | O7 Roots d'Oakland                    | O7 Roots d'Oakland                    | 3                                  | 3                                  |                                          |                                          |                            |                            |                            |                            |  |  | 6 novembre, San Antonio | 6 novembre, San Antonio | 6 novembre, San Antonio | 6 novembre, San Antonio |  |  | 13 novembre, San Antonio | 13 novembre, San Antonio | 13 novembre, San Antonio | 13 novembre, San Antonio |
|  | O7 Roots d'Oakland                    | O7 Roots d'Oakland                    | 3                                  | 3                                  | O1 San Antonio FC                        | O1 San Antonio FC                        | 2                          | 2                          |                            |                            |  |  |                         |                         |                         |                         |  |  | 13 novembre, San Antonio | 13 novembre, San Antonio | 13 novembre, San Antonio | 13 novembre, San Antonio |
|  | 22 octobre, Colorado Springs          |                                       |                                    |                                    | O1 San Antonio FC                        | O1 San Antonio FC                        | 2                          | 2                          |                            |                            |  |  |                         |                         |                         |                         |  |  | 13 novembre, San Antonio | 13 novembre, San Antonio | 13 novembre, San Antonio | 13 novembre, San Antonio |
|  |                                       |                                       | O3 Switchbacks de Colorado Springs | O3 Switchbacks de Colorado Springs | 0                                        | 0                                        |                            |                            |                            |                            |  |  |                         |                         |                         |                         |  |  | 13 novembre, San Antonio | 13 novembre, San Antonio | 13 novembre, San Antonio | 13 novembre, San Antonio |
|  | O3 Switchbacks de Colorado Springs    | O3 Switchbacks de Colorado Springs    | O3 Switchbacks de Colorado Springs | O3 Switchbacks de Colorado Springs | 0                                        | 0                                        | 3                          | 3                          |                            |                            |  |  |                         |                         |                         |                         |  |  | 13 novembre, San Antonio | 13 novembre, San Antonio | 13 novembre, San Antonio | 13 novembre, San Antonio |
|  | O3 Switchbacks de Colorado Springs    | O3 Switchbacks de Colorado Springs    | 5 novembre, Louisville             |                                    |                                          |                                          | 3                          | 3                          |                            |                            |  |  |                         |                         |                         |                         |  |  | 13 novembre, San Antonio | 13 novembre, San Antonio | 13 novembre, San Antonio | 13 novembre, San Antonio |
|  | O6 Toros de Rio Grande Valley         | O6 Toros de Rio Grande Valley         | 0                                  | 0                                  |                                          |                                          |                            |                            |                            |                            |  |  |                         |                         |                         |                         |  |  | 13 novembre, San Antonio | 13 novembre, San Antonio | 13 novembre, San Antonio | 13 novembre, San Antonio |
|  | O6 Toros de Rio Grande Valley         | O6 Toros de Rio Grande Valley         | 0                                  | 0                                  | O3 Switchbacks de Colorado Springs a. p. | O3 Switchbacks de Colorado Springs a. p. | 2                          | 2                          |                            |                            |  |  |                         |                         |                         |                         |  |  | 13 novembre, San Antonio | 13 novembre, San Antonio | 13 novembre, San Antonio | 13 novembre, San Antonio |
|  | 22 octobre, Sacramento                |                                       |                                    |                                    | O3 Switchbacks de Colorado Springs a. p. | O3 Switchbacks de Colorado Springs a. p. | 2                          | 2                          |                            |                            |  |  |                         |                         |                         |                         |  |  | 13 novembre, San Antonio | 13 novembre, San Antonio | 13 novembre, San Antonio | 13 novembre, San Antonio |
|  |                                       |                                       | O4 Republic de Sacramento          | O4 Republic de Sacramento          | 1                                        | 1                                        |                            |                            |                            |                            |  |  |                         |                         |                         |                         |  |  | 13 novembre, San Antonio | 13 novembre, San Antonio | 13 novembre, San Antonio | 13 novembre, San Antonio |
|  | O4 Republic de Sacramento             | O4 Republic de Sacramento             | O4 Republic de Sacramento          | O4 Republic de Sacramento          | 1                                        | 1                                        | 2                          | 2                          |                            |                            |  |  |                         |                         |                         |                         |  |  | 13 novembre, San Antonio | 13 novembre, San Antonio | 13 novembre, San Antonio | 13 novembre, San Antonio |
|  | O4 Republic de Sacramento             | O4 Republic de Sacramento             | 29 octobre, Louisville             |                                    |                                          |                                          | 2                          | 2                          |                            |                            |  |  |                         |                         |                         |                         |  |  | 13 novembre, San Antonio | 13 novembre, San Antonio | 13 novembre, San Antonio | 13 novembre, San Antonio |
|  | O5 New Mexico United                  | O5 New Mexico United                  | 0                                  | 0                                  |                                          |                                          |                            |                            |                            |                            |  |  |                         |                         |                         |                         |  |  | 13 novembre, San Antonio | 13 novembre, San Antonio | 13 novembre, San Antonio | 13 novembre, San Antonio |
|  | O5 New Mexico United                  | O5 New Mexico United                  | 0                                  | 0                                  | O1 San Antonio FC                        | O1 San Antonio FC                        | 3                          | 3                          |                            |                            |  |  |                         |                         |                         |                         |  |  |                          |                          |                          |                          |
|  |                                       |                                       |                                    |                                    | O1 San Antonio FC                        | O1 San Antonio FC                        | 3                          | 3                          |                            |                            |  |  |                         |                         |                         |                         |  |  |                          |                          |                          |                          |
|  |                                       |                                       | E1 Louisville City                 | E1 Louisville City                 | 1                                        | 1                                        |                            |                            |                            |                            |  |  |                         |                         |                         |                         |  |  |                          |                          |                          |                          |
|  |                                       |                                       |                                    |                                    | 1                                        | 1                                        |                            |                            |                            |                            |  |  |                         |                         |                         |                         |  |  |                          |                          |                          |                          |
|  |                                       |                                       |                                    |                                    |                                          |                                          |                            |                            |                            |                            |  |  |                         |                         |                         |                         |  |  |                          |                          |                          |                          |
|  |                                       |                                       |                                    |                                    |                                          |                                          |                            |                            |                            |                            |  |  |                         |                         |                         |                         |  |  |                          |                          |                          |                          |
|  | E1 Louisville City t. a. b.           | E1 Louisville City t. a. b.           | 2 (5)                              | 2 (5)                              |                                          |                                          |                            |                            |                            |                            |  |  |                         |                         |                         |                         |  |  |                          |                          |                          |                          |
|  | E1 Louisville City t. a. b.           | E1 Louisville City t. a. b.           | 2 (5)                              | 2 (5)                              | 23 octobre, Birmingham                   |                                          |                            |                            |                            |                            |  |  |                         |                         |                         |                         |  |  |                          |                          |                          |                          |
|  |                                       |                                       | E5 Riverhounds de Pittsburgh       | E5 Riverhounds de Pittsburgh       | 2 (3)                                    | 2 (3)                                    |                            |                            |                            |                            |  |  |                         |                         |                         |                         |  |  |                          |                          |                          |                          |
|  | E4 Legion de Birmingham               | E4 Legion de Birmingham               | E5 Riverhounds de Pittsburgh       | E5 Riverhounds de Pittsburgh       | 2 (3)                                    | 2 (3)                                    | 2 (7)                      | 2 (7)                      |                            |                            |  |  |                         |                         |                         |                         |  |  |                          |                          |                          |                          |
|  | E4 Legion de Birmingham               | E4 Legion de Birmingham               | 30 octobre, Memphis                |                                    |                                          |                                          | 2 (7)                      | 2 (7)                      |                            |                            |  |  |                         |                         |                         |                         |  |  |                          |                          |                          |                          |
|  | E5 Riverhounds de Pittsburgh t. a. b. | E5 Riverhounds de Pittsburgh t. a. b. | 2 (8)                              | 2 (8)                              |                                          |                                          |                            |                            |                            |                            |  |  |                         |                         |                         |                         |  |  |                          |                          |                          |                          |
|  | E5 Riverhounds de Pittsburgh t. a. b. | E5 Riverhounds de Pittsburgh t. a. b. | 2 (8)                              | 2 (8)                              | E1 Louisville City a. p.                 | E1 Louisville City a. p.                 | 1                          | 1                          |                            |                            |  |  |                         |                         |                         |                         |  |  |                          |                          |                          |                          |
|  | 22 octobre, Memphis                   |                                       |                                    |                                    | E1 Louisville City a. p.                 | E1 Louisville City a. p.                 | 1                          | 1                          |                            |                            |  |  |                         |                         |                         |                         |  |  |                          |                          |                          |                          |
|  |                                       |                                       | E3 Rowdies de Tampa Bay            | E3 Rowdies de Tampa Bay            | 0                                        | 0                                        |                            |                            |                            |                            |  |  |                         |                         |                         |                         |  |  |                          |                          |                          |                          |
|  | E2 Memphis 901                        | E2 Memphis 901                        | E3 Rowdies de Tampa Bay            | E3 Rowdies de Tampa Bay            | 0                                        | 0                                        | 3                          | 3                          |                            |                            |  |  |                         |                         |                         |                         |  |  |                          |                          |                          |                          |
|  | E2 Memphis 901                        | E2 Memphis 901                        |                                    |                                    |                                          |                                          |                            | 3                          |                            |                            |  |  |                         |                         |                         |                         |  |  |                          |                          |                          |                          |
|  | E7 Détroit City                       | E7 Détroit City                       | 1                                  | 1                                  |                                          |                                          |                            |                            |                            |                            |  |  |                         |                         |                         |                         |  |  |                          |                          |                          |                          |
|  | E7 Détroit City                       | E7 Détroit City                       | 1                                  | 1                                  | E2 Memphis 901                           | E2 Memphis 901                           | 0                          | 0                          |                            |                            |  |  |                         |                         |                         |                         |  |  |                          |                          |                          |                          |
|  | 22 octobre, St. Petersburg            |                                       |                                    |                                    | E2 Memphis 901                           | E2 Memphis 901                           | 0                          | 0                          |                            |                            |  |  |                         |                         |                         |                         |  |  |                          |                          |                          |                          |
|  |                                       |                                       | E3 Rowdies de Tampa Bay            | E3 Rowdies de Tampa Bay            | 1                                        | 1                                        |                            |                            |                            |                            |  |  |                         |                         |                         |                         |  |  |                          |                          |                          |                          |
|  | E3 Rowdies de Tampa Bay               | E3 Rowdies de Tampa Bay               | E3 Rowdies de Tampa Bay            | E3 Rowdies de Tampa Bay            | 1                                        | 1                                        | 3                          | 3                          |                            |                            |  |  |                         |                         |                         |                         |  |  |                          |                          |                          |                          |
|  | E3 Rowdies de Tampa Bay               | E3 Rowdies de Tampa Bay               |                                    |                                    |                                          |                                          |                            | 3                          |                            |                            |  |  |                         |                         |                         |                         |  |  |                          |                          |                          |                          |
|  | E6 Miami FC                           | E6 Miami FC                           | 1                                  | 1                                  |                                          |                                          |                            |                            |                            |                            |  |  |                         |                         |                         |                         |  |  |                          |                          |                          |                          |
|  | E6 Miami FC                           | E6 Miami FC                           | 1                                  | 1                                  |                                          |                                          |                            |                            |                            |                            |  |  |                         |                         |                         |                         |  |  |                          |                          |                          |                          |
|  |                                       |                                       |                                    |                                    |                                          |                                          |                            |                            |                            |                            |  |  |                         |                         |                         |                         |  |  |                          |                          |                          |                          |

### Résultats

#### Quarts de finale de conférence

##### Est
| 22 octobre 2022 | Rowdies de Tampa Bay        | 3 - 1   | Miami FC  |                                                                               |                                                                               |
|                 | Guenzatti 50e 70e · Law 59e | (0 - 0) | 55e Rivas | Al Lang Stadium, St. Petersburg Spectateurs : 5 937 Arbitrage : Calin Radosav | Al Lang Stadium, St. Petersburg Spectateurs : 5 937 Arbitrage : Calin Radosav |
|                 | Rapport                     |         |           | Al Lang Stadium, St. Petersburg Spectateurs : 5 937 Arbitrage : Calin Radosav | Al Lang Stadium, St. Petersburg Spectateurs : 5 937 Arbitrage : Calin Radosav |

| 22 octobre 2022 | Memphis 901                           | 3 - 1   | Détroit City |                                                                        |                                                                        |
|                 | Allan 72e · Smith 88e · Goodrum 90+4e | (0 - 0) | 77e Matthews | AutoZone Park, Memphis Spectateurs : 6 010 Arbitrage : Elijio Arreguin | AutoZone Park, Memphis Spectateurs : 6 010 Arbitrage : Elijio Arreguin |
|                 | Rapport                               |         |              | AutoZone Park, Memphis Spectateurs : 6 010 Arbitrage : Elijio Arreguin | AutoZone Park, Memphis Spectateurs : 6 010 Arbitrage : Elijio Arreguin |

| 23 octobre 2022                                                                       | Legion de Birmingham | 2 - 2 a. p. 7 - 8 t. a. b.                                                                    | Riverhounds de Pittsburgh |                                                                                 |                                                                                 |
|                                                                                       | Kasim 72e · Lapa 99e | (1 - 1, 2 - 1, 2 - 2)                                                                         | 90e 116e Kizza            | Protective Stadium, Birmingham Spectateurs : 10 227 Arbitrage : Eric Tattersall | Protective Stadium, Birmingham Spectateurs : 10 227 Arbitrage : Eric Tattersall |
|                                                                                       | Rapport              |                                                                                               |                           | Protective Stadium, Birmingham Spectateurs : 10 227 Arbitrage : Eric Tattersall | Protective Stadium, Birmingham Spectateurs : 10 227 Arbitrage : Eric Tattersall |
| Crognale · Lapa · Dean · James · Martinez · Balarabe · Rufe · Lopez · Kavita · Dupont | Tirs au but 7 - 8    | Sims · Griffin · Dikwa · Cicerone · Eyang · Ybarra · Ordoñez · Kelly-Rosales · Peters · Kizza |                           | Protective Stadium, Birmingham Spectateurs : 10 227 Arbitrage : Eric Tattersall | Protective Stadium, Birmingham Spectateurs : 10 227 Arbitrage : Eric Tattersall |

##### Ouest
| 22 octobre 2022 | Switchbacks de Colorado Springs   | 3 - 0   | Toros de Rio Grande Valley |                                                                              |                                                                              |
|                 | Henríquez 84e · Wheeler 90e 90+4e | (0 - 0) |                            | Weidner Field, Colorado Springs Spectateurs : 7 036 Arbitrage : Mark Allatin | Weidner Field, Colorado Springs Spectateurs : 7 036 Arbitrage : Mark Allatin |
|                 | Rapport                           |         |                            | Weidner Field, Colorado Springs Spectateurs : 7 036 Arbitrage : Mark Allatin | Weidner Field, Colorado Springs Spectateurs : 7 036 Arbitrage : Mark Allatin |

| 22 octobre 2022 | Republic de Sacramento | 2 - 0   | New Mexico United |                                                                                |                                                                                |
|                 | Foster 47e · Keko 74e  | (0 - 0) |                   | Heart Health Park, Sacramento Spectateurs : 11 569 Arbitrage : Elvis Osmanovic | Heart Health Park, Sacramento Spectateurs : 11 569 Arbitrage : Elvis Osmanovic |
|                 | Rapport                |         |                   | Heart Health Park, Sacramento Spectateurs : 11 569 Arbitrage : Elvis Osmanovic | Heart Health Park, Sacramento Spectateurs : 11 569 Arbitrage : Elvis Osmanovic |

| 23 octobre 2022 | Loyal de San Diego | 0 - 3   | Roots d'Oakland                 |                                                                        |                                                                        |
|                 |                    | (0 - 1) | 36e · 33e Mfeka · 90+1e Fissore | Torero Stadium, San Diego Spectateurs : 6 000 Arbitrage : Elton Garcia | Torero Stadium, San Diego Spectateurs : 6 000 Arbitrage : Elton Garcia |
|                 | Rapport            |         |                                 | Torero Stadium, San Diego Spectateurs : 6 000 Arbitrage : Elton Garcia | Torero Stadium, San Diego Spectateurs : 6 000 Arbitrage : Elton Garcia |

#### Demi-finales de conférence

##### Est
| 29 octobre 2022                              | Louisville City                  | 2 - 2 a. p. 5 - 3 t. a. b.      | Riverhounds de Pittsburgh |                                                                                 |                                                                                 |
|                                              | Pérez 83e · Lancaster 85e (pen.) | (0 - 1, 2 - 2, 2 - 2)           | 14e 47e Cicerone          | Lynn Family Stadium, Louisville Spectateurs : 8 509 Arbitrage : Elijio Arreguin | Lynn Family Stadium, Louisville Spectateurs : 8 509 Arbitrage : Elijio Arreguin |
|                                              | Rapport                          |                                 |                           | Lynn Family Stadium, Louisville Spectateurs : 8 509 Arbitrage : Elijio Arreguin | Lynn Family Stadium, Louisville Spectateurs : 8 509 Arbitrage : Elijio Arreguin |
| Totsch · Wynder · Jiménez · Matsoso · Moguel | Tirs au but 5 - 3                | Griffin · Forbes · Sims · Dikwa |                           | Lynn Family Stadium, Louisville Spectateurs : 8 509 Arbitrage : Elijio Arreguin | Lynn Family Stadium, Louisville Spectateurs : 8 509 Arbitrage : Elijio Arreguin |

| 30 octobre 2022 | Memphis 901 | 0 - 1   | Rowdies de Tampa Bay   |                                                                     |                                                                     |
|                 |             | (0 - 0) | 90+9e (pen.) Fernandes | AutoZone Park, Memphis Spectateurs : 6 063 Arbitrage : Elton Garcia | AutoZone Park, Memphis Spectateurs : 6 063 Arbitrage : Elton Garcia |
|                 | Rapport     |         |                        | AutoZone Park, Memphis Spectateurs : 6 063 Arbitrage : Elton Garcia | AutoZone Park, Memphis Spectateurs : 6 063 Arbitrage : Elton Garcia |

##### Ouest
| 28 octobre 2022 | San Antonio FC               | 3 - 0   | Roots d'Oakland |                                                                           |                                                                           |
|                 | Adeniran 2e · Patiño 75e 90e | (1 - 0) |                 | Toyota Field, San Antonio Spectateurs : 8 208 Arbitrage : Elvis Osmanovic | Toyota Field, San Antonio Spectateurs : 8 208 Arbitrage : Elvis Osmanovic |
|                 | Rapport                      |         |                 | Toyota Field, San Antonio Spectateurs : 8 208 Arbitrage : Elvis Osmanovic | Toyota Field, San Antonio Spectateurs : 8 208 Arbitrage : Elvis Osmanovic |

| 29 octobre 2022 | Switchbacks de Colorado Springs | 2 - 1 a. p.           | Republic de Sacramento |                                                                                   |                                                                                   |
|                 | Ngalina 37e 96e                 | (1 - 1, 1 - 1, 2 - 1) | 18e López              | Weidner Field, Colorado Springs Spectateurs : 7 075 Arbitrage : Sergii Demianchuk | Weidner Field, Colorado Springs Spectateurs : 7 075 Arbitrage : Sergii Demianchuk |
|                 | Rapport                         |                       |                        | Weidner Field, Colorado Springs Spectateurs : 7 075 Arbitrage : Sergii Demianchuk | Weidner Field, Colorado Springs Spectateurs : 7 075 Arbitrage : Sergii Demianchuk |

#### Finales de conférence

##### Est
| 5 novembre 2022 | Louisville City | 1 - 0 a. p.           | Rowdies de Tampa Bay |                                                                               |                                                                               |
|                 | Wynder 108e     | (0 - 0, 0 - 0, 0 - 0) |                      | Lynn Family Stadium, Louisville Spectateurs : 11 563 Arbitrage : Mark Allatin | Lynn Family Stadium, Louisville Spectateurs : 11 563 Arbitrage : Mark Allatin |
|                 | Rapport         |                       |                      | Lynn Family Stadium, Louisville Spectateurs : 11 563 Arbitrage : Mark Allatin | Lynn Family Stadium, Louisville Spectateurs : 11 563 Arbitrage : Mark Allatin |

##### Ouest
| 6 novembre 2022 | San Antonio FC              | 2 - 0   | Switchbacks de Colorado Springs |                                                                          |                                                                          |
|                 | Maloney 23e · Patiño 90+11e | (1 - 0) |                                 | Toyota Field, San Antonio Spectateurs : 8 245 Arbitrage : Kevin Broadley | Toyota Field, San Antonio Spectateurs : 8 245 Arbitrage : Kevin Broadley |
|                 | Rapport                     |         |                                 | Toyota Field, San Antonio Spectateurs : 8 245 Arbitrage : Kevin Broadley | Toyota Field, San Antonio Spectateurs : 8 245 Arbitrage : Kevin Broadley |

#### USL Championship 2022
| 13 novembre 2022 | San Antonio FC                                         | 3 - 1   | Louisville City | Toyota Field, San Antonio                       |                                                 |
|                  | Santiago Patiño 45+3e (pen.) 70e · Samuel Adeniran 64e | (1 - 0) | 78e Brian Ownby | Spectateurs : 8 534 Arbitrage : Elvis Osmanovic | Spectateurs : 8 534 Arbitrage : Elvis Osmanovic |
|                  | Rapport                                                |         |                 | Spectateurs : 8 534 Arbitrage : Elvis Osmanovic | Spectateurs : 8 534 Arbitrage : Elvis Osmanovic |

## Statistiques individuelles
| Rang | Joueur                | Équipe                          | Buts |
| ---- | --------------------- | ------------------------------- | ---- |
| 1    | Milan Iloski          | Orange County SC                | 22   |
| 2    | Phillip Goodrum       | Memphis 901                     | 21   |
| 3    | Leo Fernandes         | Rowdies de Tampa Bay            | 19   |
| 3    | Óttar Magnús Karlsson | Roots d'Oakland                 | 19   |
| 5    | Hadji Barry           | Switchbacks de Colorado Springs | 16   |
| 5    | Luis Solignac         | Locomotive d'El Paso            | 16   |
| 5    | Augustine Williams    | Battery de Charleston           | 16   |
| 8    | Wilson Harris         | Louisville City                 | 15   |
| 8    | Enzo Martinez         | Legion de Birmingham            | 15   |
| 10   | Danny Trejo           | Lights de Las Vegas             | 14   |
| 10   | Kyle Vassell          | Loyal de San Diego              | 14   |

| Rang | Joueur           | Équipe                          | Passes |
| ---- | ---------------- | ------------------------------- | ------ |
| 1    | Antoine Hoppenot | Détroit City                    | 11     |
| 2    | Kenardo Forbes   | Riverhounds de Pittsburgh       | 10     |
| 2    | Aaron Molloy     | Memphis 901                     | 10     |
| 4    | Hadji Barry      | Switchbacks de Colorado Springs | 9      |
| 4    | Leo Fernandes    | Rowdies de Tampa Bay            | 9      |
| 4    | Jeremy Kelly     | Memphis 901                     | 9      |
| 4    | Cameron Lindley  | Switchbacks de Colorado Springs | 9      |
| 4    | Robbie Mertz     | Riverhounds de Pittsburgh       | 9      |
| 9    | Charlie Adams    | Loyal de San Diego              | 8      |
| 9    | Justin Dhillon   | San Antonio FC                  | 8      |
| 9    | Amadou Dia       | Louisville City                 | 8      |
| 9    | Rodrigo López    | Republic de Sacramento          | 8      |
| 9    | Enzo Martinez    | Legion de Birmingham            | 8      |
| 9    | Michee Ngalina   | Switchbacks de Colorado Springs | 8      |
| 9    | Prince Saydee    | Athletic de Hartford            | 8      |
| 9    | Florian Valot    | Miami FC                        | 8      |

## Récompenses individuelles

### Récompenses annuelles
| Trophée               | Joueur              | Équipe                          |
| --------------------- | ------------------- | ------------------------------- |
| Meilleur joueur       | Leo Fernandes       | Rowdies de Tampa Bay            |
| Meilleur jeune joueur | Michee Ngalina      | Switchbacks de Colorado Springs |
| Meilleur buteur       | Milan Iloski        | Orange County SC                |
| Meilleur passeur      | Antoine Hoppenot    | Détroit City                    |
| Meilleur entraîneur   | Ben Pirmann         | Memphis 901                     |
| Meilleur gardien      | Jordan Farr         | San Antonio FC                  |
| Meilleur défenseur    | Mitchell Taintor    | San Antonio FC                  |
| Meilleur retour       | Elijah Wynder       | Louisville City                 |
| But de l'année        | Illia Tyrkus        | Red Bulls II de New York        |
| Arrêt de l'année      | Aléxandros Tambákis | New Mexico United               |

#### Onze type de l'année
| Poste      | Joueurs          | Club                   |
| ---------- | ---------------- | ---------------------- |
| Gardien    | Jordan Farr      | San Antonio FC         |
| Défenseurs | Aarón Guillén    | Rowdies de Tampa Bay   |
| Défenseurs | Edgardo Rito     | Roots d'Oakland        |
| Défenseurs | Mitchell Taintor | San Antonio FC         |
| Défenseurs | Sean Totsch      | Louisville City        |
| Milieux    | Enzo Martinez    | Legion de Birmingham   |
| Milieux    | Aaron Molloy     | Memphis 901            |
| Milieux    | Rodrigo López    | Republic de Sacramento |
| Attaquant  | Leo Fernandes    | Rowdies de Tampa Bay   |
| Attaquant  | Phillip Goodrum  | Memphis 901            |
| Attaquant  | Milan Iloski     | Orange County SC       |

| Club                   | Nombre de joueurs |
| ---------------------- | ----------------- |
| Memphis 901            | 2                 |
| San Antonio FC         | 2                 |
| Rowdies de Tampa Bay   | 2                 |
| Legion de Birmingham   | 1                 |
| Louisville City        | 1                 |
| Roots d'Oakland        | 1                 |
| Orange County SC       | 1                 |
| Republic de Sacramento | 1                 |

| Poste      | Joueurs               | Club                            |
| ---------- | --------------------- | ------------------------------- |
| Gardien    | Kyle Morton           | Louisville City                 |
| Défenseurs | Wahab Ackwei          | Toros de Rio Grande Valley      |
| Défenseurs | Paco Craig            | Miami FC                        |
| Défenseurs | Jonathan Dean         | Legion de Birmingham            |
| Défenseurs | Graham Smith          | Memphis 901                     |
| Milieux    | Alejandro Guido       | Loyal de San Diego              |
| Milieux    | Kenardo Forbes        | Riverhounds de Pittsburgh       |
| Milieux    | Cameron Lindley       | Switchbacks de Colorado Springs |
| Attaquant  | Hadji Barry           | Switchbacks de Colorado Springs |
| Attaquant  | Óttar Magnús Karlsson | Roots d'Oakland                 |
| Attaquant  | Augustine Williams    | Battery de Charleston           |

| Club                            | Nombre de joueurs |
| ------------------------------- | ----------------- |
| Switchbacks de Colorado Springs | 2                 |
| Legion de Birmingham            | 1                 |
| Battery de Charleston           | 1                 |
| Louisville City                 | 1                 |
| Memphis 901                     | 1                 |
| Miami FC                        | 1                 |
| Roots d'Oakland                 | 1                 |
| Riverhounds de Pittsburgh       | 1                 |
| Toros de Rio Grande Valley      | 1                 |
| Loyal de San Diego              | 1                 |